# Quem Casa com Maria?
Quem casa com  As Marias? foi uma telenovela exibida às 18h30, de 21 de setembro a 13 de novembro de 1964 pela TV Tupi em 64 capítulos.  escrita por Lúcia Lambertini e dirigida por Henrique Martins.

## Trama
A formidável Dona Ana foi informada pela professora Eudóxia que suas seis filhas, cada uma chamada Maria, estavam destinadas a se tornarem solteironas. Implacável, Dona Ana decide desafiar essa previsão, casando todas as suas filhas em um ano. A ironia suprema? Ela também acaba se casando! 
María da Glória a mais velha, é uma jovem agitada e vaidosa, casa-se com Justino de Freitas um rapaz com fama de mulherengo. A delicada Maria Aparecida conquista o amor do professor Igor. Maria Inês é uma moça intelectual, mas acaba se apaixonando pelo caipira Tonico. A chorona Maria das Dores torna-se mulher do médico da família, o Dr. Prado. Maria de Lurdes uma mulher independente e decidida como sua mãe, enamora-se de um oficial militar, Noberto Simões. A mais nova, Maria da Graça, a mais marota das irmãs, encontra o amor ao lado de Gustavo, um rapaz rico e amável. A tia Mariquinhas protege e encobre as travessuras das Marias. Outros personagens surgem como Carla, ex noiva de Igor, Dona Naná uma velha fofoqueira e o farmacêutico, Seu Artur.  

## Elenco
- Ana Rosa -  Maria Lúcia
- Débora Duarte -Maria Carmem
- Lisa Negri  -  Maria  José
- Rita Cléos -  Maria do Céu
- Irenita Duarte -  Maria de Fátima
- Vera Campos     - Maria Lurdes
- Amilton Fernandes  José lins
- Sérgio Galvão    -   Paulo
- Arnaldo Weiss   - Marco
- Rolando Boldrin - Lindomar
- Maria Luiza Castelli- Tássia
- Néa Simões-Luana de febrero
- Elk Alves    -    Layla
- Lúcia Lambertini  -  Dulce
- Oswaldo de Barros -  Julio César
- João Inocêncio   - Martin
- Rita  Muniz    -   Maisa
- Geórgia Gomide - Carla
- Dhalia Marcondes - Dona Naná